# Solanum lumholtzianum
Solanum lumholtzianum är en potatisväxtart som beskrevs av Harley Harris Bartlett. Solanum lumholtzianum ingår i släktet skattor som ingår i familjen potatisväxter. Inga underarter finns listade i Catalogue of Life.